# Мамедов, Мамед Мовсум оглы
Мамед Мовсум оглы Мамедов (азерб. Məmməd Mövsüm oğlu Məmmədov; 19 апреля 1919, Гянджинский уезд — ?) — советский азербайджанский виноградарь, Герой Социалистического Труда (1950).

## Биография
Родился 19 апреля 1919 года в селе Ковларсары Гянджинского уезда Азербайджанской Демократической Республики (ныне Самухский район Азербайджана).
Участник Великой Отечественной войны. На фронте с 1939 года. Служил автоматчиком в 116 танковой бригаде, дослужился до звания сержанта.
С 1938 года — рабочий, звеньевой виноградарского совхоза «Азербайджан» Ханларского района. В 1949 году получил урожай винограда 248,1 центнеров с гектара на площади 3,1 гектаров.
Указом Президиума Верховного Совета СССР от 4 сентября 1950 года за получение высоких урожаев винограда на поливных виноградниках в 1949 году Мамедову Мамеду Мовсум оглы присвоено звание Героя Социалистического Труда и вручены орден Ленина и золотая медаль «Серп и Молот».
Активно участвовал в общественной жизни Азербайджана. Член КПСС с 1945 года.